# 1960 en Tunisie
Chronologie de la Tunisie
- 1956
- 1957
- 1958
- 1959
- 1960
- 1961
- 1962
- 1963
- 1964

Cet article présente les faits marquants de l'année 1960 en Tunisie ou relatifs à la Tunisie.

## Événements
- 23-30 janvier : la deuxième Conférence des peuples africains a lieu à Tunis[1].
- 5, 18 et 26 février : le président Habib Bourguiba prononce trois discours dans lesquels il enjoint ses concitoyens à ne pas observer le jeûne (saoum) du ramadan afin de mieux lutter contre le sous-développement ; il demande par ailleurs au mufti de la République, Mohamed Abdelaziz Djaït, d'émettre un avis juridique (fatwa) en ce sens, mais celui-ci refuse et il est par conséquent démis de ses fonctions[2].
- 15 juillet : les premiers casques bleus tunisiens de l'Histoire partent au Congo en mission de paix pour l'Organisation des Nations unies[3].
- 13 octobre : le premier protocole franco-tunisien relatif à la cession à la Tunisie des terres des agriculteurs français est signé[4].

## Sports
- Tunisie aux Jeux olympiques d'été de 1960
- Championnats de Tunisie d'athlétisme 1960

### Football
- Équipe de Tunisie de football en 1960
- Championnat de Tunisie de football 1959-1960
- Championnat de Tunisie de football 1960-1961
- Coupe de Tunisie de football 1959-1960
- Coupe de Tunisie de football 1960-1961

### Handball
- Championnat de Tunisie masculin de handball 1959-1960
- Championnat de Tunisie masculin de handball 1960-1961

### Volley-ball
- Championnat de Tunisie masculin de volley-ball 1959-1960
- Championnat de Tunisie masculin de volley-ball 1960-1961

## Naissances en 1960
- Naissance en Tunisie en 1960

## Décès en 1960
- Décès en Tunisie en 1960